# Liévin Roger Anthierens
Liévin Roger Anthierens (Varsenare, 22 mei 1738 - 22 februari 1829) was de eerste burgemeester van Varsenare.

## Levensloop
Livinus Rogerius Mauritius Anthierens werd gedoopt op 22 mei 1738. Hij was de zoon van Livinus Anthierens en Maria-Anna Danneels. Hij trouwde met Isabella Dobbelaere en tussen 1760 en 1780 kregen ze zestien kinderen. Van beroep was hij landbouwer en hovenier. 
Vanaf 1796 was Varsenare, samen met dertien andere landelijke gemeenten, ingedeeld onder het kanton Houtave, met opeenvolgend O. Van Overbeke, P. J. Vandenberghe en P. Verburgh als president. Lievin Roger Anthierens was plaatselijk 'meier' voor Varsenare. Ingevolge de nieuwe wetgeving, die zelfstandige gemeenten oprichtte, werd Anthierens in 1800 benoemd tot burgemeester van Varsenare, met Sebastiaan Vermeire als adjunct. Hij ondertekende de officiële stukken als Pierre Liévin Anthierens. Anthierens voerde een taks in van 1 fr. per vat op bier en azijn, ten profijte van het Weldadigheidsbureel. Kort na zijn aanstelling werd hij aangevallen door de oud-veldwachter Ferdinand De Cock, die een achterstallige wedde opeiste. Bij het verlaten van een herberg gaf hij de burgemeester een harde klap. Er volgde proces-verbaal en klacht bij het parket.
Met als reden zijn ouderdom (hoewel hij pas 63 was) werd hij door de prefectuur van de Leie afgezet en vervangen door zijn zoon Liévin Anthierens. Hij zou nochtans zijn zoon meer dan vijftien jaar overleven en op zijn 90ste overlijden. De ware reden van de afzetting was waarschijnlijk dat Anthierens geen komaf kon maken met het plaatselijk verzet tegen de Fransen, geleid door de landbouwer Emmanuel Monteyne, voorzitter van het Weldadigheidsbureel.